# Andrea Pinzan
Andrea Pinzan (Montagnana, 7 febbraio 1979) è un ex calciatore italiano, di ruolo portiere.

## Carriera
Cresciuto nel Padova, nel 1999 debutta nel Campionato Nazionale Dilettanti con il Legnago Salus. Nel 2000 approda tra i professionisti con la Triestina in Serie C2 ottenendo in due anni due promozioni che lo portano a giocare in Serie B.
Nel 2005 veste la maglia del Perugia in Serie C1 prima di fare ritorno in Serie B con Grosseto e Sassuolo.
Successivamente gioca per Cosenza e Brindisi in Lega Pro, prima di ritornare a vestire la maglia del Legnago Salus in Serie D. Vi rimane per due stagioni, quindi si ritira nel 2012 e intraprende l'attività di pasticcere.

## Palmarès
- Serie C1: 1

Triestina: 2001-2002 (Vittoria play-off girone A)
- Serie C2: 1

Triestina: 2000-2001 (Vittoria play-off girone A)